# 演池乡
演池乡，是中华人民共和国陕西省铜川市耀州区一个已撤销的乡级行政区，2015年，陕西省民政厅批复同意撤销演池乡，将其所辖行政区域划归石柱镇。